# Sidaire

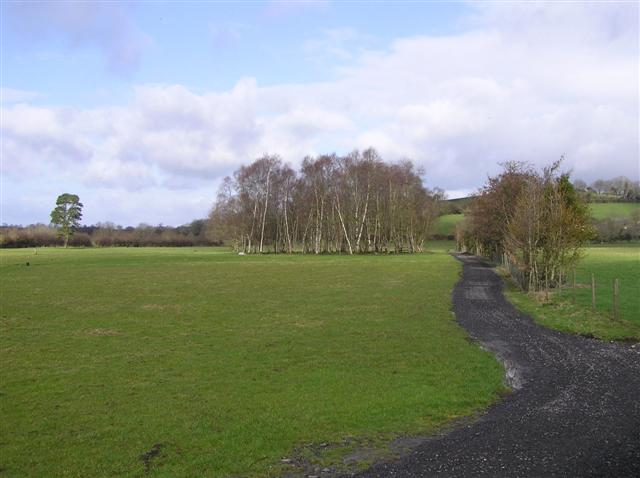
Vista de Sidaire.

Sidaire é uma townland na paróquia civil de Mageracross, Condado de Fermanagh, Irlanda do Norte; situa-se também no barony de Tirkennedy.
Existem 327,37 acres em toda a área sendo banhada pelo rio Ballinamallard ao sul da cidade de Ballinamallard e a lesta da Enniskillen Road para o oeste. A topografia do lugar é predominante de pastagens em encostas ondulantes. 

## Galeria

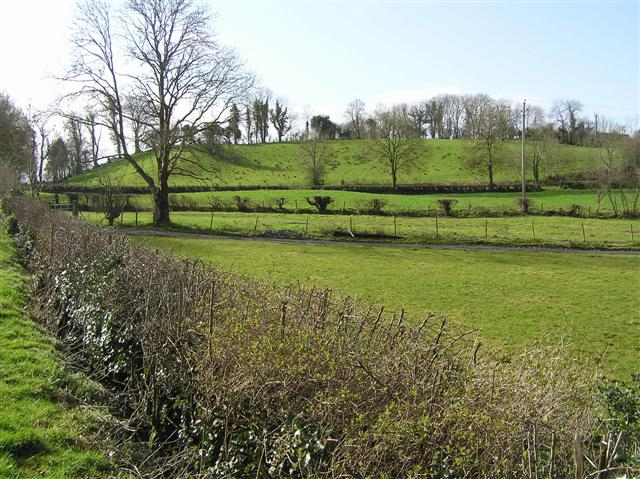
Sidaire Townland
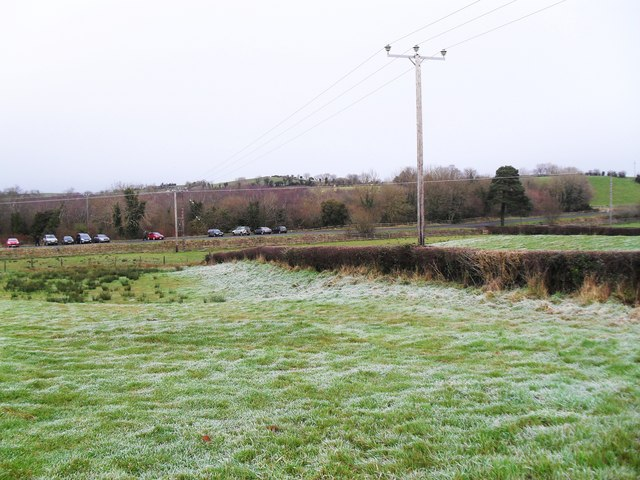
Sidaire Townland
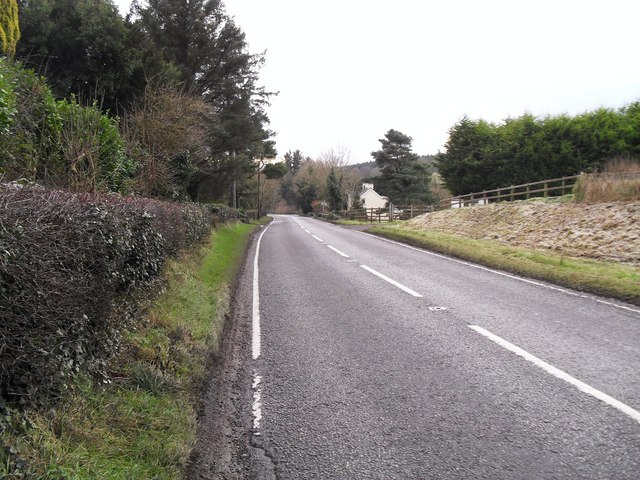
Road at Sidaire